# 1971 en football
Cet article présente les faits marquants de l'année 1971 en football.

## Chronologie
- 2 janvier : désastre d’Ibrox ; 66 personnes sont tuées et plus de 200 blessées dans un mouvement de foule à la fin du Old Firm, un match entre les Glasgow Rangers et le Celtic Glasgow.
- 4 mai, Championnat de France : très large victoire de l'AS Saint-Étienne sur le Football Club de Metz (6-0).
  - Article détaillé : Championnat de France de football 1970-1971
- 21 mai : le club londonien de Chelsea remporte la Coupe des vainqueurs de Coupe en battant en finale le Real Madrid. Le match doit être joué 2 fois avant de pouvoir départager les deux équipes. C'est le premier titre continental remporté par les Blues de Chelsea.
  - Article détaillé : Coupe d'Europe des vainqueurs de coupe 1970-1971
- 2 juin : l'Ajax Amsterdam remporte la Ligue des Champions face au Panathinaïkos d'Athènes. C'est la première Coupe des clubs champions européens gagnée par l'Ajax.

- 3 juin : Leeds United remporte la dernière édition de la Coupe d'Europe des villes de foire face à la Juventus.

- 16 juin : Création du Football Club Groningue.
- 20 juin : au Stade olympique Yves-du-Manoir de Colombes, le Stade rennais remporte la Coupe de France en s'imposant 1-0 en finale sur l'Olympique lyonnais. Il s'agit de la deuxième Coupe de France gagnée par les joueurs rennais. C'est la dernière année où la finale de la Coupe se joue à Colombes.

- 9 juillet : La RS Settat remporte la Supercoupe du Maroc devant l'association sportive des FAR sur le score de 1-0 au stade d'honneur à Casablanca.
- 2 septembre : Tahiti bat Iles Cook (30-0)
- 5 septembre : Le Danemark remporte la deuxième Coupe du monde féminine non officielle, organisée par la Fédération internationale et européenne de football féminin, en battant en finale le Mexique.

## Champions nationaux
- Le Borussia Mönchengladbach remporte le championnat d'Allemagne.
- Arsenal remporte le championnat d'Angleterre.
- Valence CF remporte le championnat d'Espagne.
- L'Olympique de Marseille remporte le championnat de France.
- L'Inter Milan remporte le championnat d'Italie.
- Le Standard de Liège remporte le championnat de Belgique.
- Le Feyenoord Rotterdam remporte le championnat des Pays-Bas.
- La RS Settat remporte le championnat du Maroc.

## Zone CONCACAF
Cette section présente les faits marquants de l'année 1971 en football dans la zone CONCACAF (Amérique du Nord, Amérique centrale, et les Caraïbes).

### Coupe des nations de la CONCACAF
- Pays organisateur :  Trinité-et-Tobago.
- Vainqueur :  Équipe du Mexique de football.
- Finaliste :  Équipe d'Haïti de football.

### Coupe des champions de la CONCACAF
- Vainqueur : CD Cruz Azul  Mexique.
- Finaliste : LD Alajuelense  Costa Rica.

### Clubs vainqueurs de championnat dans les pays CONCACAF
- Club América.
- CD Motagua.
- Comunicaciones.
- LD Alajuelense.
- Juventud Olímpica.
- Dallas Tornado.
- pas de championnat.
- Don Bosco FC.
- SV Robinhood.
- pas de championnat.
- Santa Cecilia Club.

## Naissances
Plus d'informations : Liste de personnalités du football nées en 1971.
- Fabien Barthez.
- Andy Cole.
- Unai Emery
- Josep Guardiola.
- Roy Keane.
- Henrik Larsson.
- Hakan Şükür.
- Niko Kovač
- Horward Webb.
- Dwight Yorke

## Décès
Plus d'informations : Liste de personnalités du football décédées en 1971.
- 27 mai : Armando Piccho, footballeur puis entraîneur italien.
- 11 juin : Jules Devaquez, footballeur français.
- 30 juin : Gueorgi Asparoukhov, footballeur bulgare.
- 16 octobre : décès à 73 ans de Robert Accard, international français devenu entraîneur[1].
- 22 novembre : József Zakariás, footballeur hongrois.
- 24 novembre : Ottorino Barassi, dirigeant fédéral italien.
- 1er décembre : décès à 62 ans d'Israël Elsner, international israëlien.

## Liens
- RSSSF : Tous les résultats du monde